# Dmitrij Kombarov
Dmitrij Vladimirovič Kombarov (in russo Дмитрий Владимирович Комбаров?; Mosca, 22 gennaio 1987) è un allenatore di calcio ed ex calciatore russo, di ruolo centrocampista, tecnico dello Spartak-2 Mosca.

## Biografia
È il fratello gemello di Kirill Kombarov, con cui ha giocato allo Spartak Mosca.

## Carriera

### Nazionale
Viene convocato per gli Europei 2016 in Francia.

## Palmarès

### Club

#### Competizioni nazionali
- Campionato russo: 1

Spartak Mosca: 2016-2017
- Supercoppa di Russia: 1

Spartak Mosca: 2017